# 华箬竹属
华箬竹属（学名：Sasamorpha）是禾本科下的一个属，为小灌木状竹。该属共有约5种，分布于日本和朝鲜。

## 下屬物種
- Sasamorpha borealis (Hack.) Nakai
- 湖北华箬竹 Sasamorpha hubeiensis C.H.Hu
- Sasamorpha oshidensis (Makino & Uchida) Nakai
- 庆元华箬竹 Sasamorpha qingyuanensis C.H.Hu
- 华箬竹 Sasamorpha sinica (Keng) Koidz.